# La Mothe-Achard (tổng)
Tổng La Mothe-Achard là một tổng, nằm ở tỉnh Vendée trong vùng Pays de la Loire.

## Các xã
Tổng La Mothe-Achard bao gồm các xã sau:
- La Mothe-Achard (thủ phủ): 2 050 người (1999)
- Beaulieu-sous-la-Roche: 1 727 người (1999)
- La Chapelle-Achard: 1 009 người (1999)
- La Chapelle-Hermier: 560 người (1999)
- Le Girouard: 533 người (1999)
- Landeronde: 1 817 người (1999)
- Martinet: 689 người (2004)
- Nieul-le-Dolent: 1 855 người (1999)
- Sainte-Flaive-des-Loups: 1 826 người (2004)
- Saint-Georges-de-Pointindoux: 1 129 người (1999)
- Saint-Julien-des-Landes: 1 105 người (1999)
- Saint-Mathurin: 1 256 người (1999)